# اکوان دیو

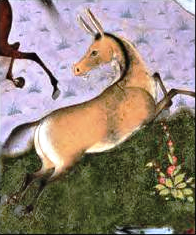
اکوان در هیئت گور، شاهنامه تهماسبی

اکوان دیو نام یکی از دیوهای شاهنامه فردوسی است.
داستان اکوان دیو به این‌صورت در شاهنامه آمده است:
در زمان کیخسرو جانوری پدید می‌آید و خود را به شکل گورخری زرد رنگ که خطی سیاه از یال تا دم بر تن دارد در می‌آورد و به گله اسبان شاه حمله می کند و اسبان وی را از پای در می‌آورد.  کیخسرو پی می برد که این جانور گورخر نمی‌تواند باشد زیرا گورخر از اسب زورمندتر نیست. آن‌جا او می‌فهمد که این جانور همان اکوان دیو است که در هیبت گور در آمده‌است.

## ریشه نام
بر طبق برهان قاطع، بعضی محققان نام این دیو را محرف اکومان دانسته‌اند که در اوستا Aka-manah به معنای اندیشه پلید آمده‌است و نام دیوی مظهر اندیشه‌های پست و شرارت و نفاق و در مقابل وهومن (بهمن) بوده‌است.

## دربارهٔ این دیو
اکوانِ دیو در شاهنامه به هیئت گورخر وحشی، گله‌های اسب کیخسرو را آسیب می‌رساند. رستم در نبرد با این دیو، هر بار که سوار بر رخش، به او یورش می‌برد، دیو ناپدید می‌شد. در این نبرد رستم، خسته در کنار چشمه ای به خواب می‌رود و در آن زمان اکوان به او می‌تازد و او را  با زمین اطرافش بلند کرده و به هوا می برد و به رستم می‌گوید که او را به دریا افکند یا به کوهستان؟، رستم چون می‌داند که کار دیو واژگونه (برعکس) است، کوه را انتخاب می‌کند و «چون به آب افکنده می‌شود» با شنا خود را نجات می‌دهد. بعد از آن دیو را یافته با او رو به رو می‌شود و برای شکست او نام خدا را بر زبان می‌آورد تا دیو جادو به کار نبندد و سر دیو را می‌برد.
محمد جعفر یاحقی نیز در کتاب «فرهنگ اساطیر ایران» اشاره کرده‌است که برخی پژوهشگران، اکوان را همان اکه منه یا اکومن دانسته‌اند و برخی دیگر آن را همتای دیوباد چینی تلقی کرده‌اند.

## توفان دریایی
برخی پژوهشگران ریشه داستان اکوان دیو را بر گرفته از گردباد دریایی می‌دانند که به ناگهان از دریا سربرکشیده کشتی‌ها را منهدم ساخته و به فاصله دور پرتاب می‌کرده‌است. این پدیده در دریای هند و دریای چین در فصل توفان موسمی و همچنین در سواحل فلوریدا و کوبا و غرب استرالیا رخ می‌دهد.
| خروشید و پیچید و بانگ و غریو |  | ز دریا برآمد چو اکوان دیو |